# Tossal Llarg (Granyanella)
|  | Aquest article tracta sobre el Tossal Llarg de Granyanella. Vegeu-ne altres significats a «Tossal Llarg (Sant Guim de la Plana)». |

El Tossal Llarg és una muntanya de 482 metres que es troba entre els municipis de Granyanella i dels Plans de Sió, a la comarca catalana de la Segarra.